# Чхув (гміна)
Гміна Чхув (пол. Gmina Czchów) — місько-сільська гміна у південній Польщі. Належить до Бжеського повіту Малопольського воєводства.
Станом на 31 грудня 2011 у гміні проживало 9607 осіб.

## Площа
Згідно з даними за 2007 рік площа гміни становила 66.47 км², у тому числі:
- орні землі: 62.00%
- ліси: 26.00%

Таким чином, площа гміни становить 11.27% площі повіту.

## Населення
Станом на 31 грудня 2011:
| Опис     | Загалом | Загалом | Чоловіки | Чоловіки | Жінки | Жінки |
| -------- | ------- | ------- | -------- | -------- | ----- | ----- |
| одиниця  | осіб    | %       | осіб     | %        | осіб  | %     |
| все      | 9607    | 100     | 4757     | 49.52    | 4850  | 50.48 |
| міське   | 2377    | 100     | 1169     | 49.18    | 1208  | 50.82 |
| сільське | 7230    | 100     | 3588     | 49.63    | 3642  | 50.37 |

## Сусідні гміни
Гміна Чхув межує з такими гмінами: Ґнойник, Ґрудек-над-Дунайцем, Дембно, Заклічин, Івкова, Ліпниця-Мурована, Лососіна-Дольна.